# René Toft Hansen
René Toft Hansen (Rybjerg, 1984. november 1. –) olimpiai bajnok dán kézilabdázó, a Benfica játékosa.
Hansen mind a négy testvére kézilabdázik, öccsével, Henrik Toft Hansennel együtt nyerték meg a rioi olimpiát 2016-ban.

## Pályafutása

### Klubcsapatban
René Toft Hansen, csakúgy mint öccse, Henrik a dán első osztályban szereplő HF Mors csapatában kezdte pályafutását. Innen igazolt a Viborg HK-hoz, amellyel az ott töltött négy szezon során egy ezüstérmet nyert a bajnokságban, illetve nemzetközi kupamérkőzésen is bemutatkozhatott, a 2005–2006-os szezonban az EHF-kupában. 2007-től három szezon erejéig a KIF Kolding csapatában játszott, amellyel bajnok tudott lenni, és a Bajnokok ligájában a nyolcaddöntőig jutott. Már az AG København színeiben újra bajnokságot tudott nyerni, illetve ezzel a csapattal eljutott a Bajnokok ligája Final Four-jába, ahol bronzérmes lett. 2012-ben szerződött THW Kielhez, amellyel megnyerte a német bajnokságot, és több alkalommal szerepelhetett a Bajnokok ligája Final Fourban. 2015-ös teljesítményéért a Bajnokok ligája legjobb védőjátékosának választották.
2018. február 28-án a Telekom Veszprém bejelentette, hogy a következő szezontól Toft Hansen a bakonyi klubban játszik. 2019 januárjában a világbajnokságon comizom szakadást szenvedett, sérülése miatt összesen 14 tétmérkőzést játszotta Veszprémben. 2019 nyarától a portugál Benfica játékosa.

### A válogatottban
Hansen 2005 óta játszik a válogatottban, minden jelentős világversenyen nyert már érmet, győzni a 2012-es Európa-bajnokságon és a 2016-os rioi olimpián tudott, a 2012-es Európa-bajnokságon a legjobb beállósnak is megválasztották.
A 2017-es világbajnokság előtt könyökproblémákkal küszködött, emiatt kénytelen volt könyökvédővel játszani. Az Európai Kézilabda-szövetség korábban engedélyezte a pályáralépését Bajnokok ligája mérkőzéseken, a Nemzetközi Kézilabda-szövetség viszont a világbajnokság nyitómérkőzése előtti napon úgy határozott, hogy Hansen nem léphet pályára könyökvédővel, mivel az fém alkatrészeket is tartalmaz, amely az ellenfélre nézve sérülésveszélyes. A dán válogatott első csoportmeccsét Argentína ellen ki is kellett hagynia, a továbbiakon viszont részt vehetett, mivel az IHF úgy döntött, hogy amennyiben az aktuális ellenfele beleegyezik, úgy pályára léphet könyökvédővel is.

## Sikerei
- Olimpiai bajnok: 2016
- Európa-bajnokság győztese: 2012
  - ezüstérmes: 2014
- Világbajnokság ezüstérmese: 2011, 2013
- Dán bajnok: 2009, 2011, 2012
- Német bajnok: 2013, 2014, 2015
- Európa-bajnokság legjobb beállósa: 2012
- Bajnokok-ligája legjobb védőjátékosa: 2015